# ألفريد ريدل
ألفريد ريدل (بالألمانية: Alfred Riedl)‏، من مواليد 2 نوفمبر 1949 في فيينا في النمسا، لاعب كرة قدم نمساوي سابق ومدرب كرة قدم نمساوي.
وكان قد درب منتخب النمسا لكرة القدم بين عامي 1990 و1992، وقد درب نادي أولمبيك خريبكة المغربي في موسم 1993/1994، ودرب نادي الزمالك في موسم 1994/1995، وفي عام 1997 انتقل إلى تدريب منتخب ليشنشتاين لكرة القدم حتى عام 1998، وقد درب منتخب فيتنام لكرة القدم بين عامي 1998 و2001، وفي عام 2001 انتقل إلى تدريب نادي السالمية الكويتي، ودربهم حتى عام 2003، وعاد إلى تدريب منتخب فيتنام لكرة القدم بين عامي 2003 و2004، وفي عام 2004 انتقل إلى تدريب منتخب فلسطين لكرة القدم حتى عام 2005، ومنذ عام 2005 وهو يدرب منتخب فيتنام لكرة القدم.

## روابط خارجية
- ألفريد ريدل على موقع قاعدة بيانات كرة القدم.إي يو (الإنجليزية)
- ألفريد ريدل على موقع ناشيونال فوتبول تيمز (الإنجليزية)
- ألفريد ريدل على موقع عالم كرة القدم.نت (الإنجليزية)